# Melipotis separata
Melipotis separata är en fjärilsart som beskrevs av Walker 1858. Melipotis separata ingår i släktet Melipotis och familjen nattflyn. Inga underarter finns listade i Catalogue of Life.